# Saint-Nicolas-des-Champs
Saint-Nicolas-des-Champs är en kyrkobyggnad i Paris, invigd åt den helige Nikolaus. Kyrkan, som är uppförd i gotisk stil, är belägen vid Rue Saint-Martin i Paris tredje arrondissement.